# Ray Hamann
Raymond Henry Hamann, detto Ray (Yankton, 19 agosto 1911 – Yankton, 8 maggio 2005), è stato un cestista statunitense, professionista nella NBL.

## Carriera
Giocò per due stagioni nella NBL, disputando complessivamente 29 partite con 3,8 punti di media.